# アルマズ・タシエフ
アルマズ・タシエフ（Almaz Tashiyev、1976年/1977年 - 2009年7月12日）は、キルギスタンのフリーのジャーナリスト。政府を批判する記事をいくつかの新聞に投稿していた。
親族の指摘によれば大統領選挙を控えた2009年7月4日、ナウカトにて8人の警官に囲まれて暴行を受けたという。このことが原因となり7月12日、頭部挫傷で病院にて亡くなった。32歳だった。